# Чебоксарський район
Чебокса́рський район (рос. Чебоксарский район, чув. Шупашкар районĕ) — адміністративна одиниця Чуваської Республіки Російської Федерації.
Адміністративний центр — селище міського типу Кугесі, розташоване за 14 км від Чебоксар.

## Географія
Район розташований в північній частині Чуваської Республіки і межує на півночі з Республікою Марій Ел, на сході з Маріїнсько-Посадським районом, на півдні — Цівільським і Красноармійським, на заході — Моргауським районами Чуваської Республіки.
Район ділиться річкою Волгою на дві нерівні частини: північну меншу заволзьку і південну більшу правобережну. В районі є озеро Із'яр.

## Історія
Район утворений 5 вересня 1927 року.

## Населення
Населення району становить 62039 осіб (2019, 62920 у 2010, 58766 у 2002).

## Адміністративно-територіальний поділ
На території району 17 сільських поселень:
| Поселення                            | Площа, км² | Населення, осіб (2002) | Населення, осіб (2010) | Населення, осіб (2019) | Центр          | Населені пункти |
| ------------------------------------ | ---------- | ---------------------- | ---------------------- | ---------------------- | -------------- | --------------- |
| Абашевське сільське поселення        | 37,74      | 1954                   | 1960                   | 1748                   | Абашево        | 6               |
| Акулевське сільське поселення        | 29,13      | 1141                   | 1228                   | 1053                   | Шорчекаси      | 6               |
| Атлашевське сільське поселення       | 62,81      | 5376                   | 7209                   | 6725                   | Нове Атлашево  | 12              |
| Великокатраське сільське поселення   | 36,32      | 2580                   | 3014                   | 3113                   | Великі Катрасі | 7               |
| Вурман-Сюктерське сільське поселення | 309,48     | 4662                   | 4716                   | 4388                   | Хиркаси        | 16              |
| Ішацьке сільське поселення           | 57,61      | 2070                   | 2082                   | 1769                   | Ішаки          | 9               |
| Ішлейське сільське поселення         | 65,34      | 5419                   | 5376                   | 5176                   | Ішлеї          | 15              |
| Кугеське сільське поселення          | 6,20       | 11658                  | 11917                  | 13280                  | Кугесі         | 1               |
| Кшауське сільське поселення          | 119,94     | 2467                   | 2777                   | 2667                   | Курмиші        | 10              |
| Лапсарське сільське поселення        | 25,16      | 4222                   | 4573                   | 4688                   | Лапсари        | 9               |
| Сарабакасинське сільське поселення   | 9,11       | 1748                   | 1841                   | 1837                   | Сятракаси      | 8               |
| Сіньял-Покровське сільське поселення | 17,93      | 1643                   | 1703                   | 1686                   | Пархікаси      | 8               |
| Сіньяльське сільське поселення       | 307,49     | 4527                   | 4948                   | 5022                   | Сіньяли        | 17              |
| Сірмапосинське сільське поселення    | 47,74      | 2060                   | 2030                   | 1886                   | Чиршкаси       | 7               |
| Чиршкасинське сільське поселення     | 63,11      | 2061                   | 2075                   | 1876                   | Чиршкаси       | 16              |
| Шинерпосинське сільське поселення    | 26,67      | 3863                   | 4075                   | 3903                   | Нові Тренькаси | 17              |
| Яниське сільське поселення           | 34,97      | 1315                   | 1398                   | 1222                   | Яниші          | 8               |

## Найбільші населені пункти
Населені пункти з чисельністю населення понад 1000 осіб:
| № | Населений пункт | Населення, осіб (2002) | Населення, осіб (2010) |
| - | --------------- | ---------------------- | ---------------------- |
| 1 | Кугесі          | 11 658                 | 11 917                 |
| 2 | Нове Атлашево   | 3 549                  | 3 427                  |
| 3 | Ішлеї           | 3 190                  | 3 092                  |
| 4 | Толіково        | 337                    | 2 140                  |
| 5 | Сіньяли         | 1 440                  | 1 581                  |
| 6 | Нові Тренькаси  | 1 505                  | 1 491                  |
| 7 | Великі Катрасі  | 1 026                  | 1 151                  |
| 8 | Великі Карачури | 1 132                  | 1 120                  |

## Господарство
Через близькість до великих промислових центрів Чебоксарський район розвиває приміське високоефективне сільське господарство, забезпечуючи населення картоплею, овочами, фруктами, ягодами, молоком, маслом, яйцями . Район має високу сільськогосподарську освоєність, яка становить 87 % території. На частку ріллі припадає 76 % сільськогосподарських угідь. Район спеціалізується на м'ясо-молочному тваринництві з розвиненим птахівництвом, свинарством, виробництвом зерна, картоплі, овочів.